# Borja García

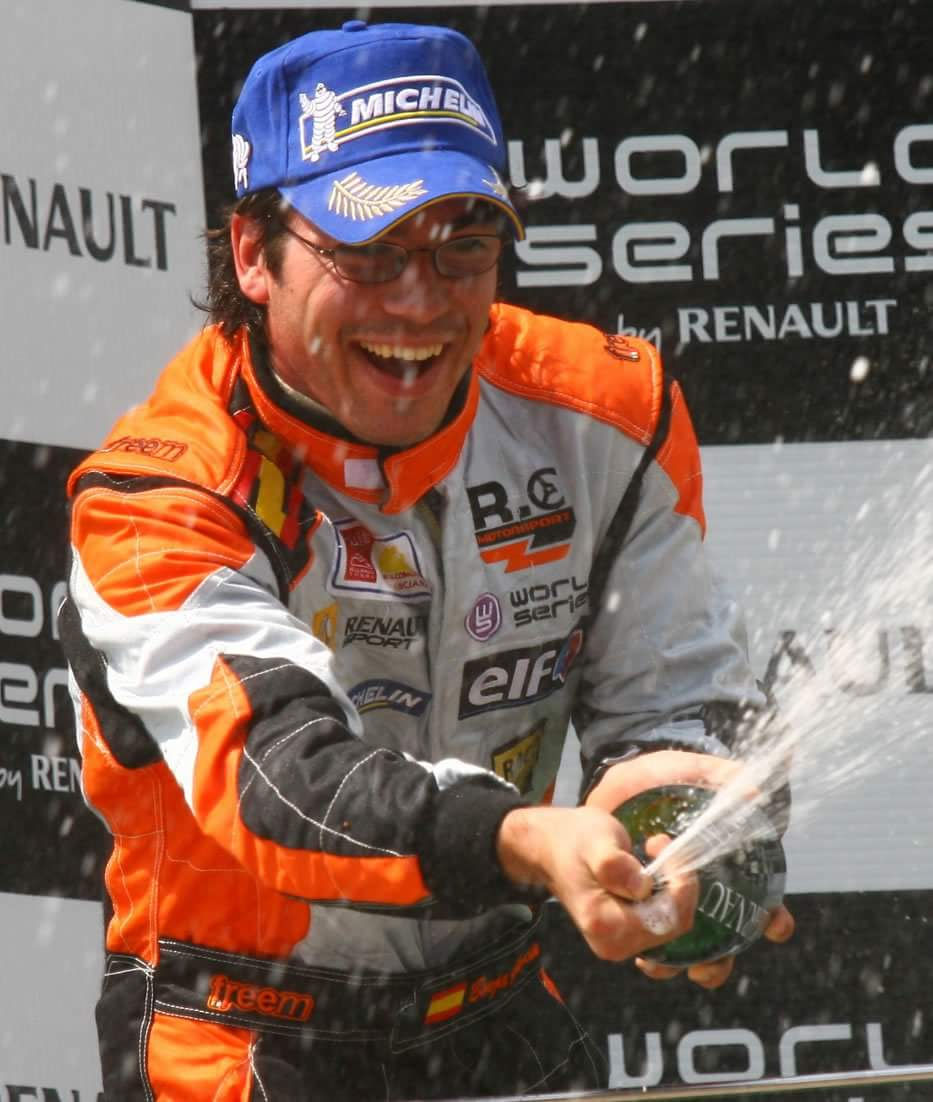
Borja García

Borja García (Zamora, 15 december 1982) is een Spaans autocoureur die anno 2009 in het Atlantic Championship rijdt. Hij was in 2004 kampioen in het Spaanse Formule 3 kampioenschap en reed in het eerste GP2-seizoen.

## Loopbaan
Van 1993 tot 1999 kartte García en in 2000 klom hij op naar de Spaanse Formule Toyota, waar hij eenvoudig de titel won. In 2001 en 2002 reed hij in de Formule Nissan 2000 voor het team Campos Grand Prix.
In 2003 reed hij in het Spaanse Formule 3 kampioenschap voor het team GTA, voordat hij in 2004 overstapte naar Racing Engineering waarmee hij de titel won. Door zijn successen reed hij in 2005 in de GP2 voor Racing Engineering, samen met Neel Jani.
In 2006 reed García in de Formule Renault 3.5 Series voor het team RC Motorsport, waarin hij als tweede achter Alx Danielsson finishte. In 2007 keerde hij terug in de GP2, nu voor het team Durango. In 2008 keerde hij terug in de WSbR.
In 2008 reed hij ook voor het team Sevilla FC in de Superleague Formula. In alle races nam hij deel en finishte het seizoen uiteindelijk als tiende, met 1 overwinning op Donington Park.
In 2009 stapte hij over naar het Atlantic Championship, waarin hij als zevende is gefinisht.

## GP2 resultaten
| Jaar | Inschrijving       | 1          | 2          | 3          | 4          | 5          | 6          | 7          | 8          | 9          | 10         | 11         | 12         | 13        | 14         | 15         | 16         | 17         | 18         | 19         | 20        | 21        | 22         | 23         | Rang | Punten |
| ---- | ------------------ | ---------- | ---------- | ---------- | ---------- | ---------- | ---------- | ---------- | ---------- | ---------- | ---------- | ---------- | ---------- | --------- | ---------- | ---------- | ---------- | ---------- | ---------- | ---------- | --------- | --------- | ---------- | ---------- | ---- | ------ |
| 2005 | Racing Engineering | SMR FEA NF | SMR SPR 10 | ESP FEA NF | ESP SPR 10 | MON FEA 10 | EUR FEA NF | EUR SPR EX | FRA FEA NF | FRA SPR 12 | GBR FEA 17 | GBR SPR 9  | GER FEA 17 | GER FEA 5 | HUN FEA 11 | HUN SPR NF | TUR FEA 3  | TUR SPR 5  | ITA FEA NF | ITA SPR 10 | BEL FEA 6 | BEL SPR 2 | BHR FEA 19 | BHR SPR 17 | 14   | 17,5   |
| 2007 | Campos Racing      | BHR FEA 8  | BHR SPR 4  | ESP FEA 5  | ESP SPR 14 | MON FEA 16 | FRA FEA 12 | FRA SPR 20 | GBR FEA 20 | GBR SPR 17 | EUR FEA 19 | EUR SPR 12 | HUN FEA 5  | HUN SPR 5 | TUR FEA 5  | TUR SPR 4  | ITA FEA NF | ITA SPR 19 | BEL FEA 16 | BEL SPR 17 | VAL FEA 5 | VAL SPR 4 |            |            | 10   | 28     |